# Science-Fiction-Jahr 1951
Übersicht

◄◄ | ◄ | 1947 | 1948 | 1949 | 1950 | Science-Fiction-Jahr 1951 | 1952 | 1953 | 1954 | 1955 | ► | ►►

Weitere Ereignisse